# La Chapelle (Charente)
Pour les articles homonymes, voir La Chapelle.
La Chapelle est une commune du Sud-Ouest de la France, située dans le département de la Charente, en région Nouvelle-Aquitaine.

## Géographie

### Localisation et accès
La Chapelle est une commune située à 23 km au nord d'Angoulême et à 6,5 km au sud d'Aigre.
Le bourg de La Chapelle est à 9 km de Montignac-Charente et de Saint-Amant-de-Boixe, 10 km de Rouillac, 12 km de Mansle, 33 km de Cognac.
Sur la rive gauche de la Charente, elle fait partie du canton de Saint-Amant-de-Boixe. Elle est située sur la D 737, route d'Angoulême à Aigre et Chef-Boutonne, qui traverse le fleuve par un pont dit Grand pont la séparant de Marcillac-Lanville.
La D 116 part du bourg vers Xambes. Au sud de la commune, la D 118 traverse la Charente venant de Genac.
La gare la plus proche est celle de Luxé (à 8 km), desservie par des TER à destination d'Angoulême, Poitiers et Bordeaux.

### Hameaux et lieux-dits
La commune comporte un seul hameau important, celui du Fouilloux, situé au sud-est. Bissac, au nord-est, possède un moulin. Le Logis et la Sangle bordent la Charente en aval du bourg.

### Communes limitrophes
|                    | Ambérac      |           |
| Marcillac-Lanville | La Chapelle  | Coulonges |
|                    | Genac-Bignac | Vouharte  |

### Géologie et relief
Le sol de la commune est composé de calcaire datant du Jurassique supérieur (Kimméridgien). Des alluvions datant du Quaternaire couvrent la vallée de la Charente, les plus récentes étant dans la partie inondable,,.
Le relief de la commune est celui de l'intérieur d'un méandre du fleuve, et il s'élève doucement vers l'est. Le point culminant est à une altitude de 111 m, situé sur la limite orientale. Le point le plus bas est à 45 m, situé le long de la Charente en limite sud. Le bourg, construit au bord du fleuve sur sa rive gauche, est à 53 m d'altitude.

### Hydrographie

#### Réseau hydrographique
La commune est située dans le bassin versant de la Charente au sein  du Bassin Adour-Garonne. Elle est drainée par la Charente, et par un petit cours d'eau, qui constituent un réseau hydrographique de 8 km de longueur totale,.
La Charente borde la commune sur ses trois quarts nord, ouest et sud. D'une longueur totale de 381,4 km, prend sa source en Haute-Vienne, dans la commune de Chéronnac, et se jette  dans le Golfe de Gascogne, après avoir traversé 117 communes. Elle se divise en de nombreux bras, dont la Petite Rivière et la Grande Rivière, au sud du bourg, créant ainsi de nombreuses îles. La Prairie de la Ligne et l'île de Coulonges en sont les plus importantes.
Des étangs occupent d'anciennes sablières à la Sangle. On trouve aussi quelques sources, comme au Fouilloux et au Logis.

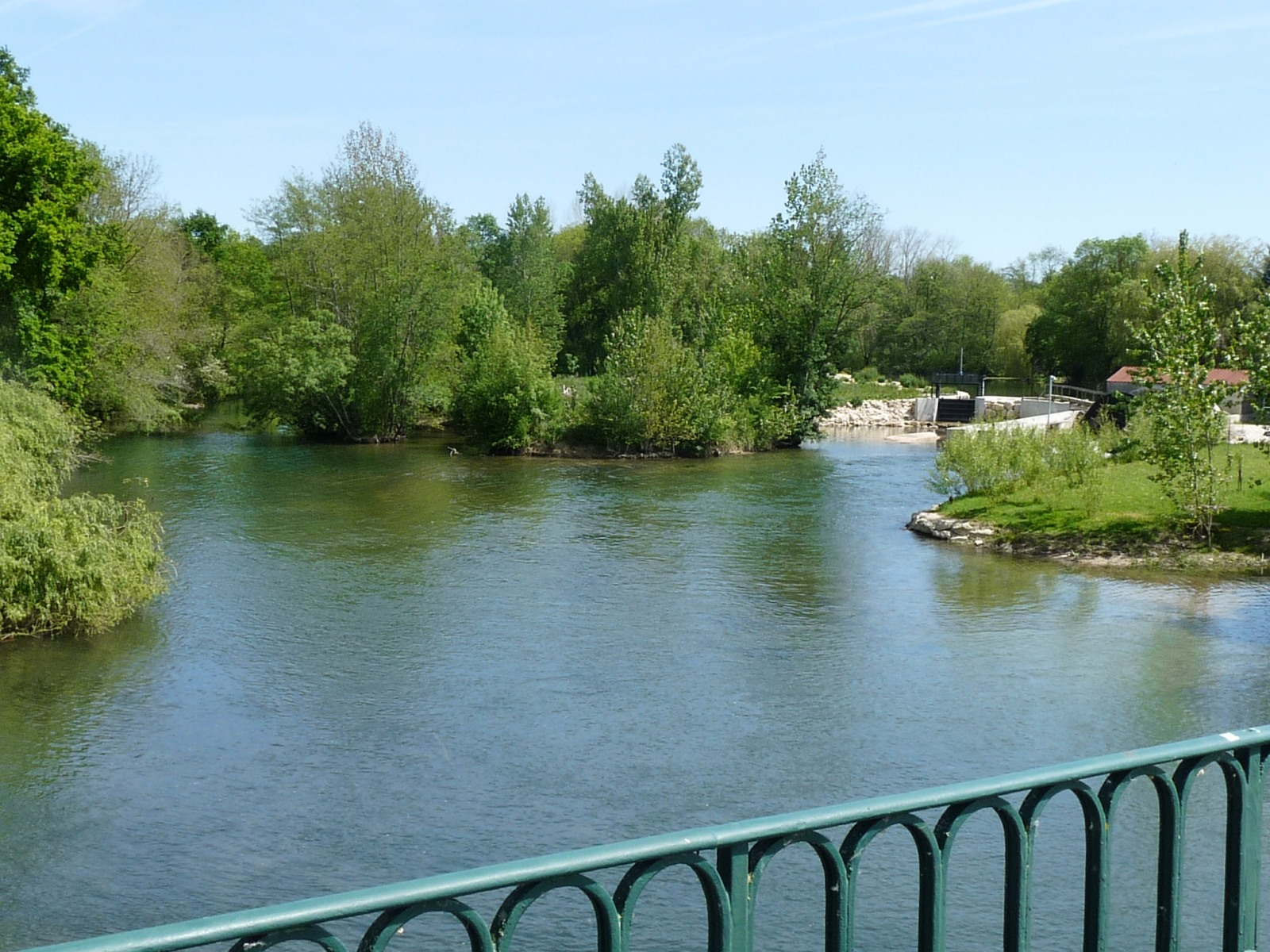
La Charente vue vers l'amont, depuis le pont de la route départementale 737.
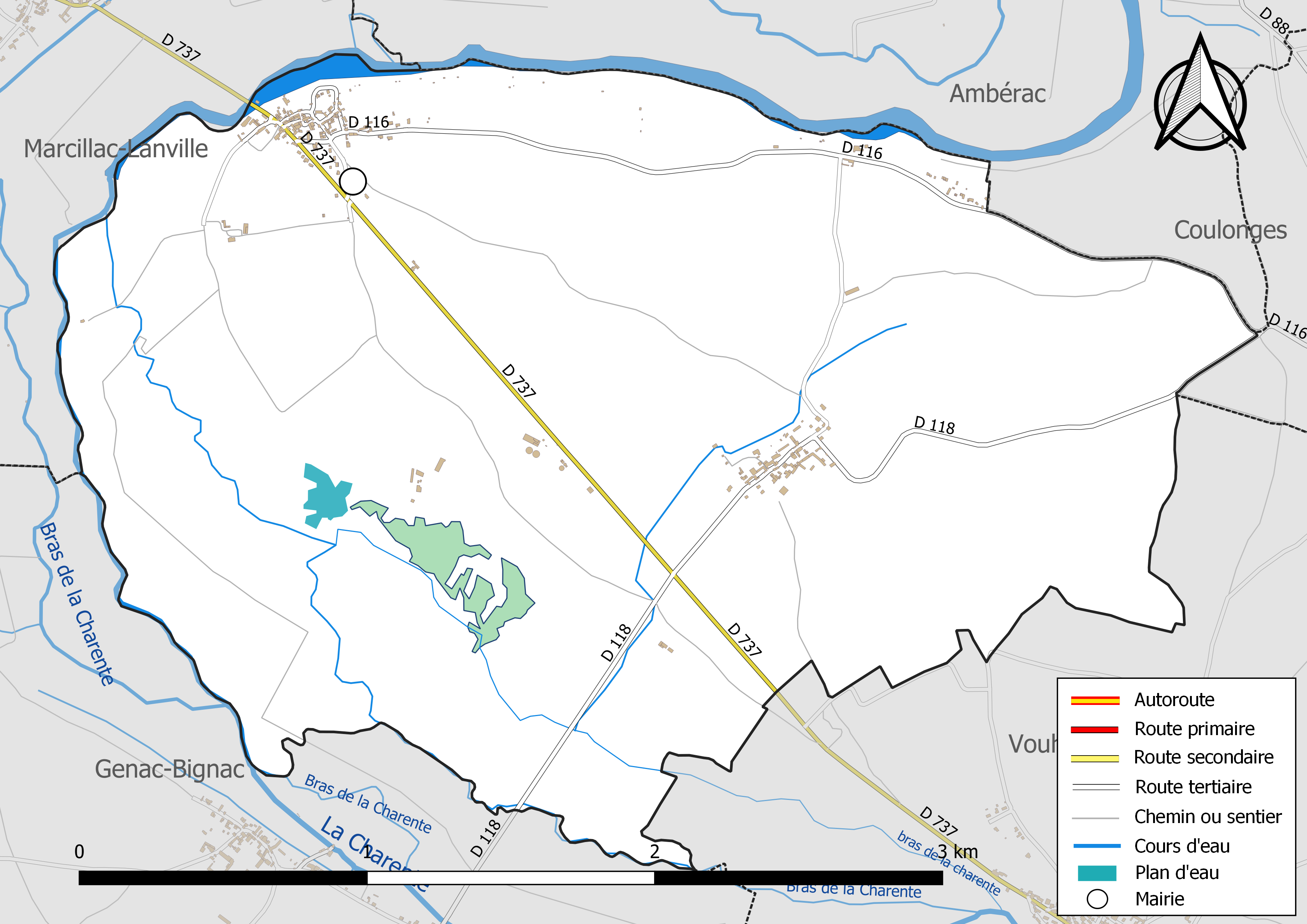
Réseaux hydrographique et routier de La Chapelle

#### Gestion des eaux
Le territoire communal est couvert par le schéma d'aménagement et de gestion des eaux (SAGE) « Charente ». Ce document de planification, dont le territoire correspond au bassin de la Charente, d'une superficie de 9 300 km2, a été approuvé le 19 novembre 2019. La structure porteuse de l'élaboration et de la mise en œuvre est l'établissement public territorial de bassin Charente. Il définit sur son territoire les objectifs généraux d’utilisation, de mise en valeur et de protection quantitative et qualitative des ressources en eau superficielle et souterraine, en respect des objectifs de qualité définis dans le troisième SDAGE  du Bassin Adour-Garonne qui couvre la période 2022-2027, approuvé le 10 mars 2022.

### Climat
Comme dans les trois quarts sud et ouest du département, le climat est océanique aquitain.

## Urbanisme

### Typologie
Au 1er janvier 2024, La Chapelle est catégorisée commune rurale à habitat dispersé, selon la nouvelle grille communale de densité à 7 niveaux définie par l'Insee en 2022.
Elle est située hors unité urbaine. Par ailleurs la commune fait partie de l'aire d'attraction d'Angoulême, dont elle est une commune de la couronne,. Cette aire, qui regroupe 94 communes, est catégorisée dans les aires de 50 000 à moins de 200 000 habitants,.

### Occupation des sols
L'occupation des sols de la commune, telle qu'elle ressort de la base de données européenne d’occupation biophysique des sols Corine Land Cover (CLC), est marquée par l'importance des territoires agricoles (93,2 % en 2018), en diminution par rapport à 1990 (94,5 %). La répartition détaillée en 2018 est la suivante : 
terres arables (74,9 %), prairies (15,6 %), forêts (6,8 %), zones agricoles hétérogènes (2,7 %). L'évolution de l’occupation des sols de la commune et de ses infrastructures peut être observée sur les différentes représentations cartographiques du territoire : la carte de Cassini (XVIIIe siècle), la carte d'état-major (1820-1866) et les cartes ou photos aériennes de l'IGN pour la période actuelle (1950 à aujourd'hui).

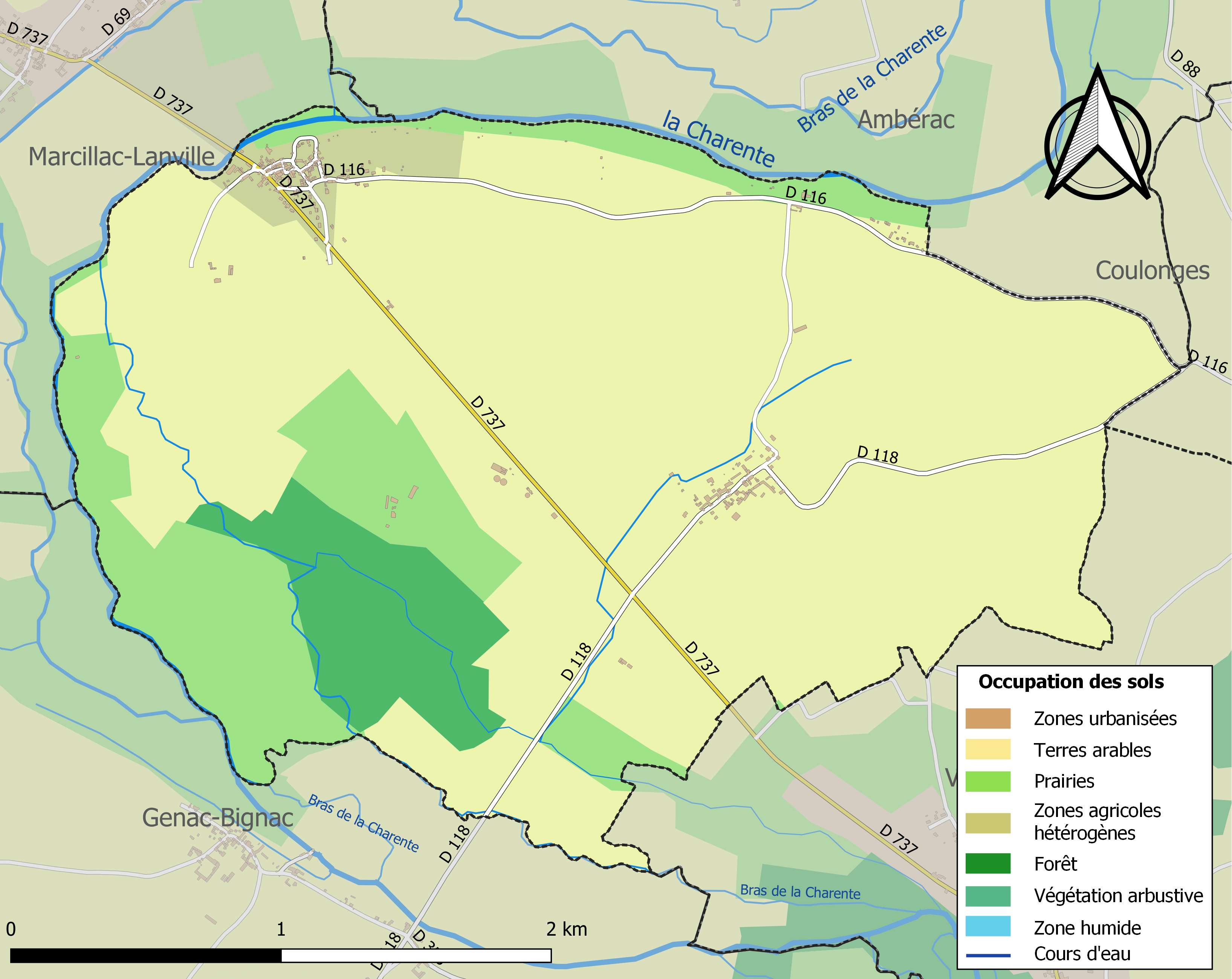
Carte des infrastructures et de l'occupation des sols de la commune en 2018 (CLC).

### Risques majeurs
Le territoire de la commune de La Chapelle est vulnérable à différents aléas naturels : météorologiques (tempête, orage, neige, grand froid, canicule ou sécheresse), inondations et séisme (sismicité modérée). Un site publié par le BRGM permet d'évaluer simplement et rapidement les risques d'un bien localisé soit par son adresse soit par le numéro de sa parcelle.
Certaines parties du territoire communal sont susceptibles d’être affectées par le risque d’inondation par débordement de cours d'eau, notamment la Charente. La commune a été reconnue en état de catastrophe naturelle au titre des dommages causés par les inondations et coulées de boue survenues en 1982, 1983, 1993, 1999 et 2021,.

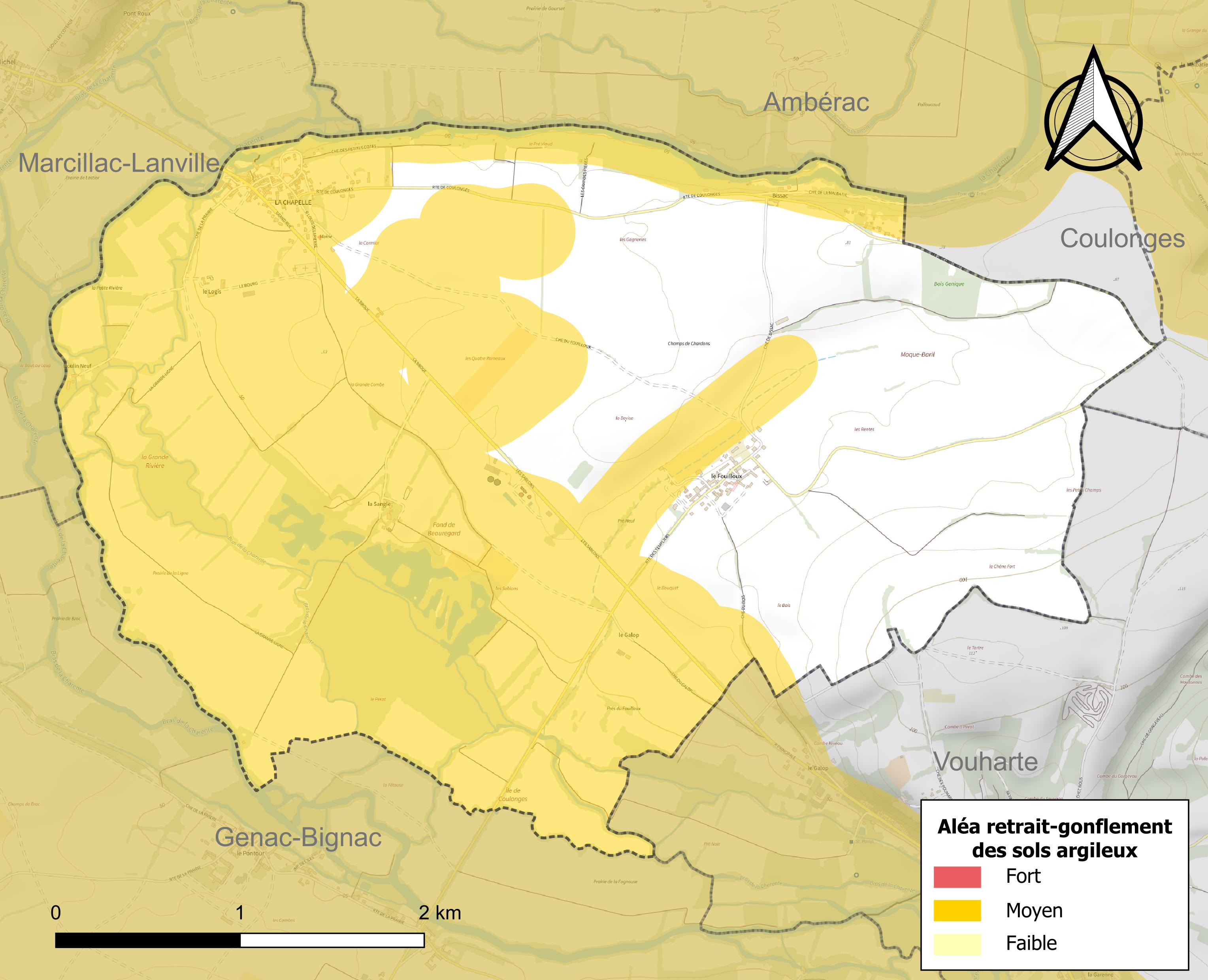
Carte des zones d'aléa retrait-gonflement des sols argileux de La Chapelle.

Le retrait-gonflement des sols argileux est susceptible d'engendrer des dommages importants aux bâtiments en cas d’alternance de périodes de sécheresse et de pluie. 63,8 % de la superficie communale est en aléa moyen ou fort (67,4 % au niveau départemental et 48,5 % au niveau national). Sur les 121 bâtiments dénombrés sur la commune en 2019, 96 sont en aléa moyen ou fort, soit 79 %, à comparer aux 81 % au niveau départemental et 54 % au niveau national. Une cartographie de l'exposition du territoire national au retrait gonflement des sols argileux est disponible sur le site du BRGM,.
Par ailleurs, afin de mieux appréhender le risque d’affaissement de terrain, l'inventaire national des cavités souterraines permet de localiser celles situées sur la commune.
Concernant les mouvements de terrains, la commune a été reconnue en état de catastrophe naturelle au titre des dommages causés par des mouvements de terrain en 1999.

## Toponymie
Une forme ancienne est Capella prope Marciliacum en 1302. La traduction du latin en est « La Chapelle près de Marcillac ».
Capella est le diminutif du latin vulgaire capa, chape, manteau; une chapelle était primitivement un petit sanctuaire où l'on révérait un morceau du manteau de saint Martin.
Pendant la période révolutionnaire, la Chapelle s'est appelé la Champagne.

## Histoire
Au Moyen Âge, La Chapelle faisait partie de la principauté de Marcillac.
Une commanderie de Templiers donnée ensuite aux Hospitaliers de Jérusalem a existé au Fouilloux, église dont on retrouve encore des vestiges.
Principalement aux XIIe et XIIIe siècles, La Chapelle se trouvait sur une variante nord-sud de la via Turonensis, itinéraire du pèlerinage de Saint-Jacques-de-Compostelle qui passait par Nanteuil-en-Vallée, Tusson, Marcillac-Lanville, Saint-Amant-de-Boixe, Angoulême, Mouthiers, Blanzac et Aubeterre.

## Politique et administration
| Période                                  | Période          | Identité          | Étiquette | Qualité              |
| ---------------------------------------- | ---------------- | ----------------- | --------- | -------------------- |
| Les données manquantes sont à compléter. |                  |                   |           |                      |
| 1976                                     | 1983             | Gabriel Poirier   |           |                      |
| 1983                                     | 2005             | Alain Gendrault   |           |                      |
| 2005                                     | 2015 (démission) | Sylvain Loison    | SE        | Directeur de collège |
| 2015                                     | En cours         | Catherine Cecchin |           |                      |

## Démographie

### Évolution démographique
L'évolution du nombre d'habitants est connue à travers les recensements de la population effectués dans la commune depuis 1793. Pour les communes de moins de 10 000 habitants, une enquête de recensement portant sur toute la population est réalisée tous les cinq ans, les populations de référence des années intermédiaires étant quant à elles estimées par interpolation ou extrapolation. Pour la commune, le premier recensement exhaustif entrant dans le cadre du nouveau dispositif a été réalisé en 2007.

En 2022, la commune comptait 191 habitants, en évolution de −13,18 % par rapport à 2016 (Charente : −0,48 %, France hors Mayotte : +2,11 %).
| 1793 | 1800 | 1806 | 1821 | 1831 | 1841 | 1846 | 1851 | 1856 |
| ---- | ---- | ---- | ---- | ---- | ---- | ---- | ---- | ---- |
| 254  | 292  | 261  | 323  | 350  | 360  | 374  | 368  | 363  |

| 1861 | 1866 | 1872 | 1876 | 1881 | 1886 | 1891 | 1896 | 1901 |
| ---- | ---- | ---- | ---- | ---- | ---- | ---- | ---- | ---- |
| 372  | 350  | 338  | 333  | 339  | 311  | 272  | 264  | 216  |

| 1906 | 1911 | 1921 | 1926 | 1931 | 1936 | 1946 | 1954 | 1962 |
| ---- | ---- | ---- | ---- | ---- | ---- | ---- | ---- | ---- |
| 237  | 224  | 214  | 194  | 200  | 192  | 166  | 131  | 157  |

| 1968 | 1975 | 1982 | 1990 | 1999 | 2006 | 2007 | 2012 | 2017 |
| ---- | ---- | ---- | ---- | ---- | ---- | ---- | ---- | ---- |
| 137  | 140  | 150  | 148  | 151  | 181  | 185  | 214  | 214  |

| 2022 | - | - | - | - | - | - | - | - |
| ---- | - | - | - | - | - | - | - | - |
| 191  | - | - | - | - | - | - | - | - |

### Pyramide des âges
La population de la commune est relativement âgée.
En 2018, le taux de personnes d'un âge inférieur à 30 ans s'élève à 29,9 %, soit en dessous de la moyenne départementale (30,2 %). À l'inverse, le taux de personnes d'âge supérieur à 60 ans est de 33,1 % la même année, alors qu'il est de 32,3 % au niveau départemental.
En 2018, la commune comptait 110 hommes pour 104 femmes, soit un taux de 51,4 % d'hommes, largement supérieur au taux départemental (48,41 %).
Les pyramides des âges de la commune et du département s'établissent comme suit.
| Hommes | Classe d’âge | Femmes |
| ------ | ------------ | ------ |
| 0,9    | 90 ou +      | 3,8    |
| 9,1    | 75-89 ans    | 10,6   |
| 20,9   | 60-74 ans    | 21,2   |
| 19,1   | 45-59 ans    | 19,2   |
| 16,4   | 30-44 ans    | 19,2   |
| 7,3    | 15-29 ans    | 7,7    |
| 26,4   | 0-14 ans     | 18,3   |

| Hommes | Classe d’âge | Femmes |
| ------ | ------------ | ------ |
| 1      | 90 ou +      | 2,7    |
| 9,2    | 75-89 ans    | 12     |
| 20,6   | 60-74 ans    | 21,3   |
| 20,7   | 45-59 ans    | 20,3   |
| 16,8   | 30-44 ans    | 16     |
| 15,6   | 15-29 ans    | 13,4   |
| 16,1   | 0-14 ans     | 14,3   |

## Économie

### Agriculture
L'agriculture est principalement céréalière. La viticulture occupe une partie négligeable de l'activité agricole. La commune est cependant classée dans les Fins Bois, dans la zone d'appellation d'origine contrôlée du cognac.

## Culture locale et patrimoine

### Lieux et monuments

#### Patrimoine religieux
L'église paroissiale Saint-Antoine était un ancien prieuré, qui dépendait peut-être du prieuré conventuel voisin de Lanville.
L'ancienne chapelle du Fouilloux, devenue bâtiment agricole, possède une cave voûtée d'ogives. C'était une ancienne commanderie templière.

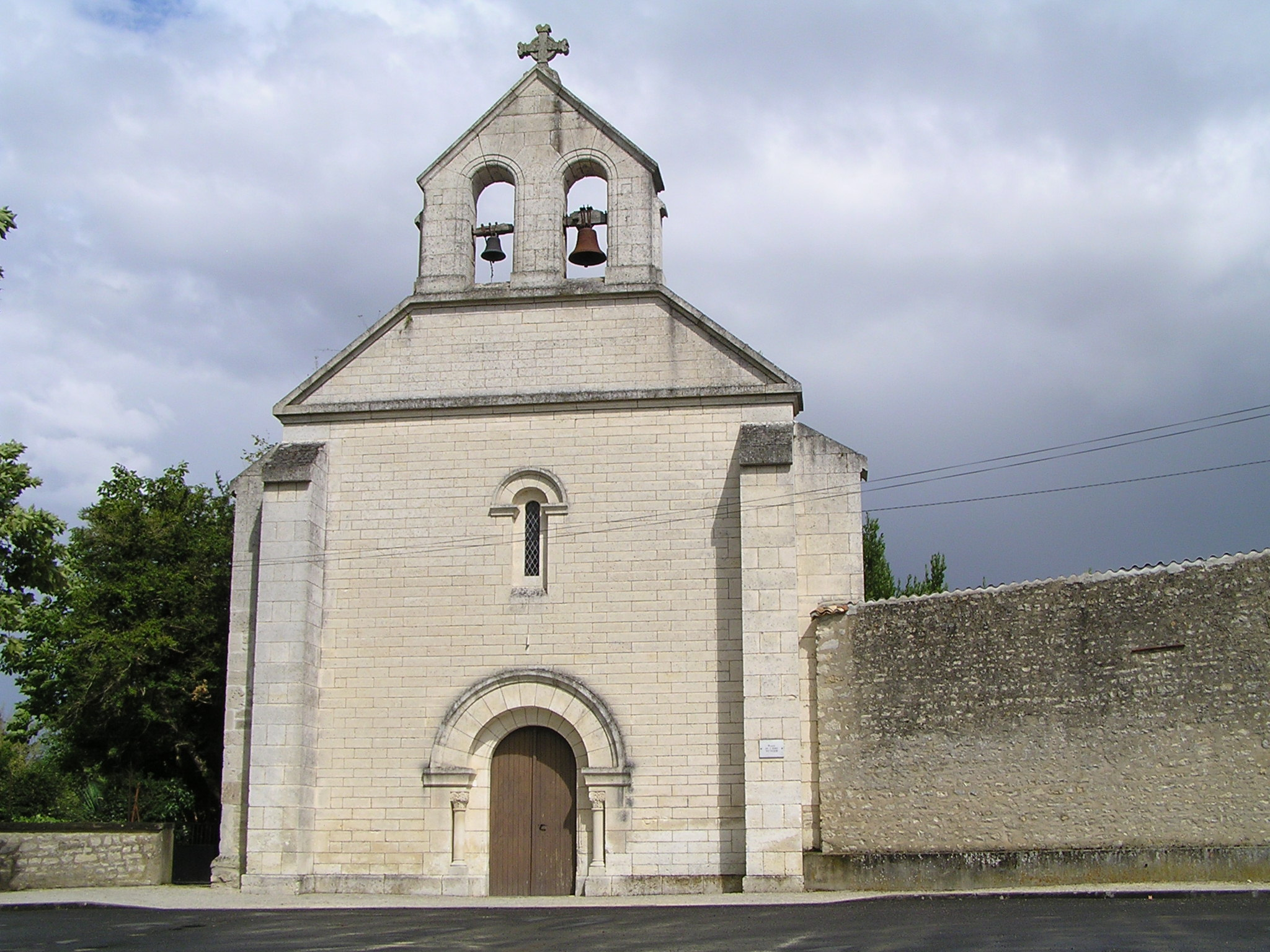
Église.
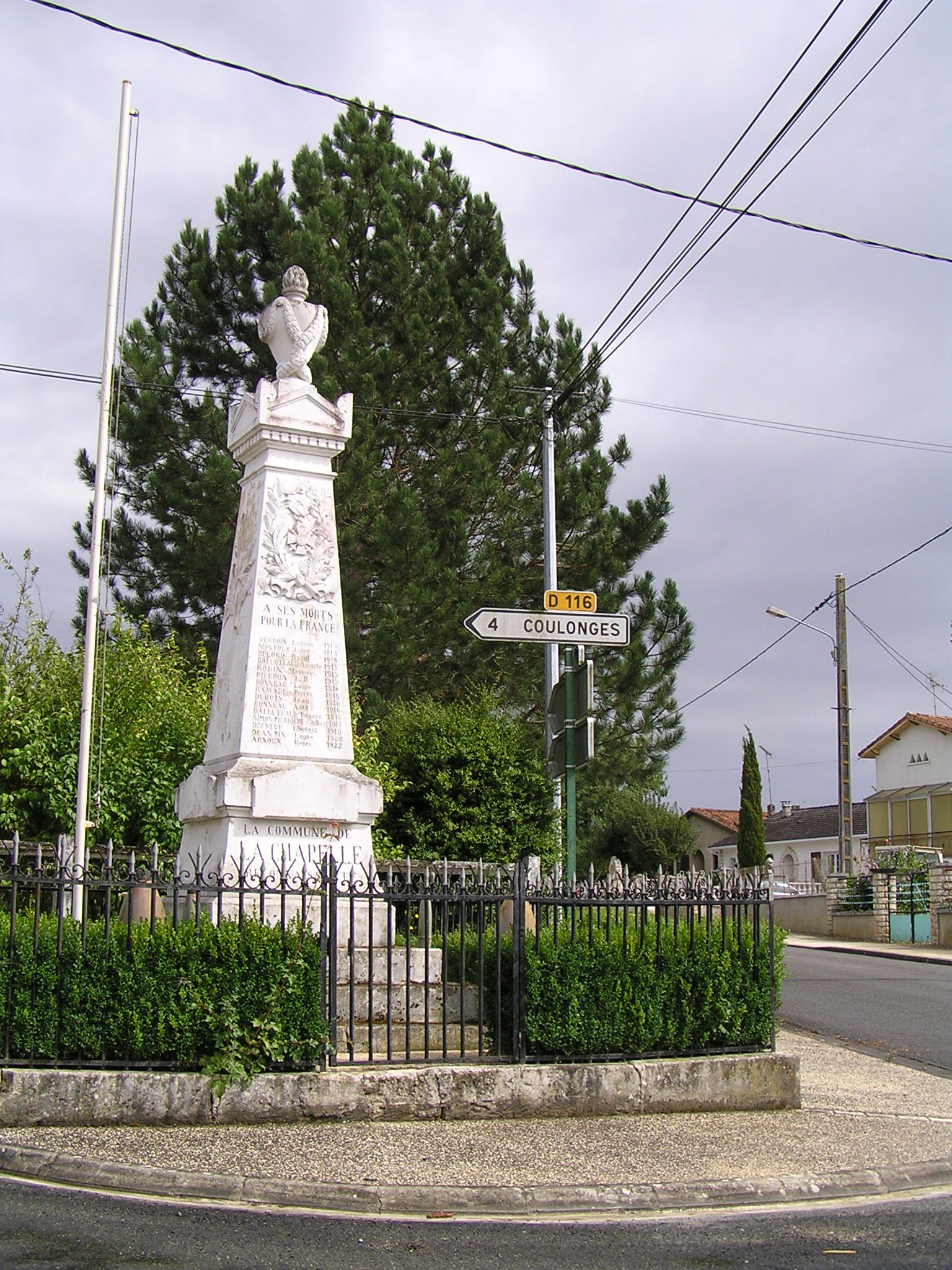
Monument aux morts.
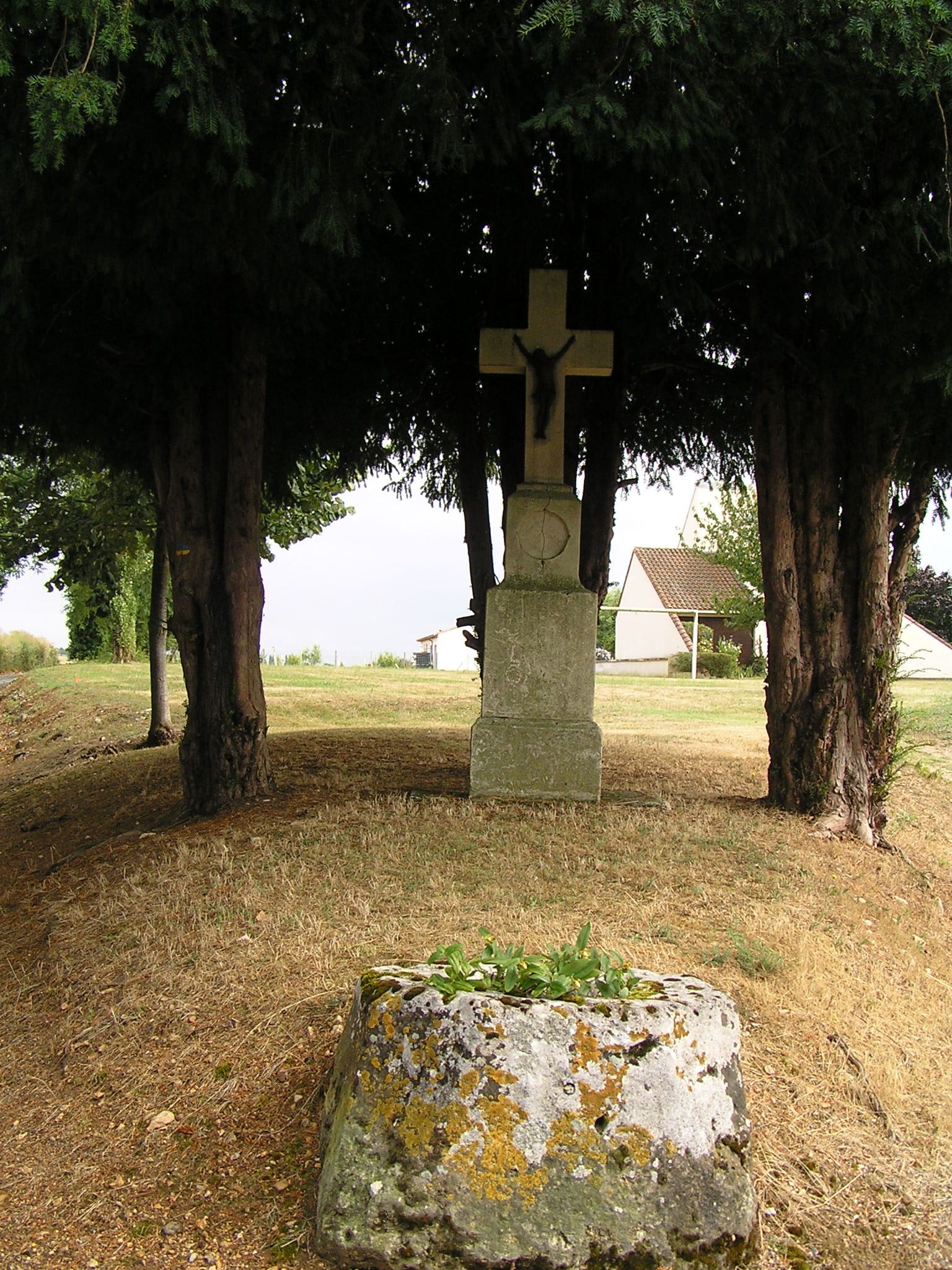
Croix.
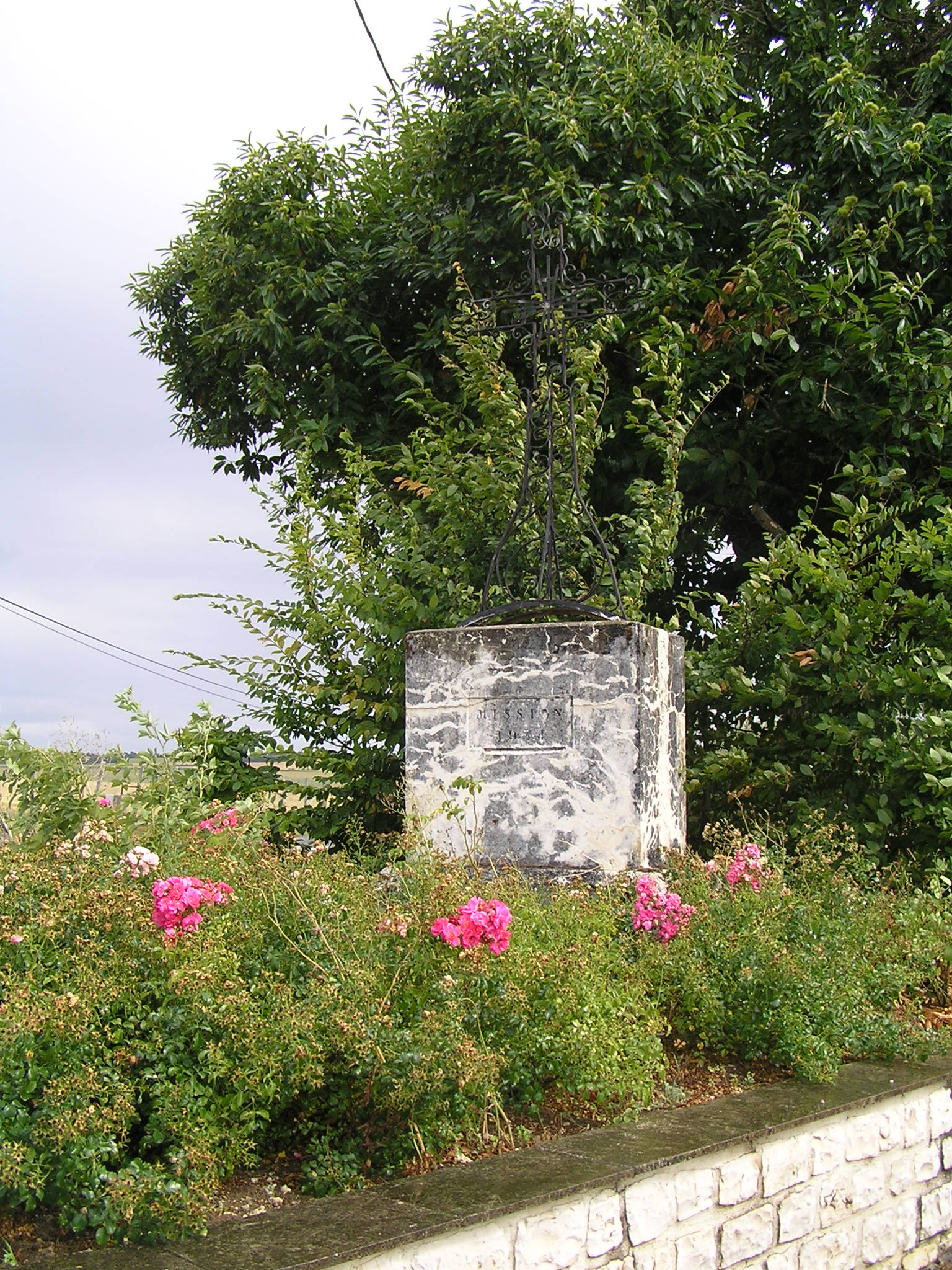
Autre croix.